# تیم گونی
تیم گونی (به انگلیسی: Tim Guinee) (زاده ۱۸ نوامبر ۱۹۶۲) بازیگر آمریکایی است. از فیلم‌ها و برنامه های تلویزیونی که او در آن بازی کرده‌است، می‌توان به تیغه، دو مرد در شهر، جهنم متحرک و نردبان ۴۹ اشاره کرد.